# Asplenium aequibasis
Asplenium aequibasis là một loài dương xỉ thuộc họ Aspleniaceae. Loài này có ở Tristan da Cunha. Môi trường sống tự nhiên của chúng là vùng cây bụi cận Nam cực.